# 金庸
金庸（きんよう、1924年3月10日 - 2018年10月30日）は、香港の小説家。香港の『明報』とシンガポールの『新明日報』の創刊者。本名は査良鏞（さ りょうよう、拼音: Zhā Liángyōng）。金庸とは筆名であり、本名の「鏞」の字を偏と旁に分けたものである。
武俠小説を代表する作家で、その作品は中国のみならず、世界各地の中国語圏（中華圏）で絶大な人気を誇った。

## 略歴
浙江省海寧県袁花鎮の出身。明末の文人で反清運動に身を投じた査継佐一族を祖先に持つ。当初は外交官を目指し、中央政治大学（現・台北市にある国立政治大学）で外交について学んだが、不正に抗議した舌禍事件が原因で退学を余儀なくされる。その後、杭州の『東南日報』で取材記者や英語の国際放送受信の担当を経た後、蘇州の東呉大学法学院で国際法課程を修習した。
ほどなく金庸は、『大公報』の電気通信翻訳の試験を受けて採用され、香港支社に派遣される。『大公報』の娯楽紙面である『新晩報』が創刊されると、『下午茶座』の編集担当となり、林歓の筆名で映画評論の執筆を行った。
ちょうどその時、大陸では共産党政権の誕生を迎えた。金庸は単身北京に赴き、自分を外交官として採用するように申し出る。しかし、金庸の思想が共産党と相容れないものだったために、この申し出は拒否された。また、父が反動地主として逮捕される事件も発生する。
これによって外交官への夢を完全に諦めた金庸は香港に戻り、記者として復職した。その後、同僚であった梁羽生が武俠小説の執筆を始めた影響もあって、1955年、『新晩報』に第1作である『書剣恩仇録』を発表した。それを皮切りに、武俠小説の執筆を開始し、一躍人気作家となった。1959年には独立して『明報』を創刊する。当初は金庸の武侠小説を毎日読めるという宣伝文句を看板に香港の巷のゴシップ記事や競馬情報などを扱う商業紙であったが、1962年5月に中国大陸の難民が大量に香港に流入した事件を皮切りに中道の新聞へと徐々に脱皮し、香港の外省人に支持される新聞として成長を遂げていく。
以降、『明報』に社説と武俠小説を毎日執筆連載して、人気作家としての地位を不動のものとすると共に、かつて属した『大公報』などの左翼系各紙と、共産党の施政を巡って激烈な論争を繰り広げ、文化大革命勃発時には、その真の目的が劉少奇国家主席打倒にあることを、終末期には当時権力の絶頂にあった林彪の失脚をそれぞれ予言し、政治評論家としての才能も遺憾なく発揮した。1972年には『鹿鼎記』の連載終了と共に、突如作家としての断筆宣言を行って世間を驚かせた。
香港の中国への返還が決まると、香港基本法起草委員会の委員に、中国側の推薦で任命されたが、返還後の香港の政治体制について、金庸が示した方案は、香港の政治的安定を優先させ、中国側の意向に沿ったものだったために、民主派から激しい非難を浴びた。ところが、1989年に天安門事件が発生するや、金庸は抗議して即座に委員を辞し、再び世間を驚かせた。
その後、金庸は『明報』を辞し、持ち株の大半を売って引退した。しかし、引退後もオックスフォード大学の客員教授に選ばれたり、香港特別行政区準備委員会に香港側の委員として参加するなど、その活動は衰えていない。1999年より浙江大学の人文学院長を務めた。2002年より、自身の武俠小説15作品の改訂を行った。
2018年10月30日、香港の養和病院で死去。94歳没。

## 金庸の武俠小説
1955年に処女作『書剣恩仇録』の連載を開始して以来、1972年に『鹿鼎記』を最後の作品として断筆するまでに、長編を中心に15作の武俠小説を書き上げた。それらの作品群は、文学的な表現と巧みな展開の物語で、爆発的な人気を引き起こし、香港中国のみならず、台湾や華人の多い東南アジア各国でも広く読まれている。その浸透ぶりは、「中国人がいれば、必ず金庸の小説がある」と言われるほどで、中華圏における民族作家として確固たる地位を確立している。
金庸の武俠小説は動乱の時代を舞台としたものが多く、壮大な歴史背景に、実際の歴史上の人物も多数登場して虚実入り混じった世界を形作り、武俠小説の枠を超えた壮大な歴史叙事文学と呼ぶに相応しいものとなっている。また、作品の中では、民族間の葛藤が描かれることが多いが、それらの関係は伝統的な中華思想によっては捉えられておらず、諸国家・民族が客観的かつ平等に描かれているのが大きな特徴となっている。
武俠小説はそれまで低俗な大衆小説として知識人からは軽蔑される傾向が強かったが、豊かな教養に裏打ちされ、また西洋小説の影響も受けた金庸の作品は知識人の間でも好評を博し、金庸の作品の主題や物語、登場人物を研究する「金学」なる学問まで生まれた。武俠小説を文学としても評価される域にまで引き上げたことで、金庸は、「武俠小説の第一人者」との呼び声も高い。また、作品の多くは映画やドラマ、漫画、ゲームなど様々な媒体に進出して大衆に広く愛され、中華圏における広範な娯楽文化の一翼を担っている。1995年に、現代中国の代表的な作家を選んだ「二十世紀中国文学大師文庫」で、金庸は、魯迅、沈従文、巴金に続く、第4位に置かれている。

## 文学以外の活動
金庸は、香港を代表する名士の1人であり、小説の執筆は多彩な活動の一部に過ぎない。
1959年5月20日に創刊した『明報』は中国語圏のみならず、世界的にも影響力を持つ新聞で、金庸は創刊以来、武俠小説の連載と共に社説の執筆も手がけてきた。中国で文化大革命が行われていた時期、金庸は共産党の施策に反対する態度を明らかにし、左派の論客たちと紙上で激しい論戦を繰り広げた。一時は身の危険を感じ、香港を離れたこともあったほどである。
香港の中国返還が決まるや、返還後の香港の政治体制を決める香港基本法起草委員会に、中国側の推薦で選ばれた。一貫して共産党を批判してきた金庸が中国の推薦を得たのは、香港内外でのその影響力が考慮されたことに加え、中国の政治指導者層内部にも、金庸の武俠小説の愛読者が少なくなかったからと言われる。金庸の提出した香港の政治体制についての法案は、現実を直視して香港の政治的安定を優先し、中国の許容範囲内での民主主義と自由を認めるというものだったために、香港では不評で、特に民主派からは総攻撃を浴び、香港の初代行政長官を狙う野心家との非難も出た。だが、1989年に天安門事件が発生すると、即座に中国への抗議声明を発して委員を辞したことで、世間を驚かせた。法案自体は、その後紆余曲折を経たものの基本的には金庸の草案に沿ったものとなっている。
その後、『明報』を辞して引退したものの、各方面での活発な活動を続け、中華圏において、大きな影響力を持っている人物の1人だった。

## 主な栄誉、勲章
金庸の業績に対して、相当な数の栄誉、勲章が授与されている。
- イギリス政府より「O.B.E.」（官佐勲章）授与（1981年）
- フランス政府よりレジオンドヌール勲章授与（1992年）、フランス文化省より「フランス芸術文化勲章」授与（2004年）
- イギリス・オックスフォード大学、ケンブリッジ大学、シンガポール国立政治大学東亜研究所 栄誉アカデミー会員
- 香港大学、香港理工大学、香港公開大学、カナダ・ブリティッシュコロンビア大学（UBC）、台湾・国立政治大学名誉博士
- 北京大学、香港大学、南開大学、浙江大学、広州中山大学、四川大学、華東師範大学、杭州大学、蘇州大学、国立清華大学、吉林大学（2008年10月）等 名誉教授
- 浙江大学人文学院院長（実務を主とした非名誉職）
- 浙江大学人文学院教授（終身、実務を主とした非名誉職）、大学院博士課程教授
- 香港市政局より「文学創作終身成就賞」授与、香港文学芸術協会より「当代文豪金竜賞」授与（1998年）
- 香港政府より「大紫荊勲章」（最高勲章）授与（2000年）
- 国際天文学会、北京天文台が発見した小惑星（10930）に「金庸 (Jinyong)」と命名（2001年）
- マカオ・文化会館に「金庸図書館」開設（中・英・日・韓・タイ・インドネシア版金庸小説を収蔵）（2003年3月）
- ケンブリッジ大学栄誉文学博士授与（2005年）

## 作品一覧
武俠小説
- 書剣恩仇録（1955年） 紅花会と乾隆帝の間の秘密とは…
- 碧血剣（1956年）
- 雪山飛狐（1957年） 雪山にいる謎の俠客雪山飛狐とは…
- 射鵰英雄伝（1957年）蒙古で育った素朴な郭靖と、東邪の娘・黄蓉の冒険
- 神鵰俠侶（1959年、邦題：神鵰剣俠）武俠世界で最も有名な恋人・楊過と小龍女の物語
- 飛狐外伝（1960年）雪山飛狐の少年時代を描く。紅花会の面々もゲスト出演
- 倚天屠龍記（1961年）　手に入れた者は武林を制すと言われる「倚天剣」と「屠龍刀」に隠された謎とは…
- 鴛鴦刀（1961年）
- 白馬嘯西風（1961年、邦題：白馬は西風にいななく）
- 連城訣（1963年）主人公・狄雲に次々とふりかかる不運と悪意
- 天龍八部（1963年）喬峰・段誉・虚竹・慕容復の4人の若者が、親の代からの因縁に翻弄される
- 俠客行（1965年）ある少年が偶然に玄鉄令を手にしたことで武林の世界に巻き込まれる
- 笑傲江湖（1967年、邦題：秘曲 笑傲江湖）金庸キャラの中でも最も好漢である令狐冲が大活躍
- 鹿鼎記（1969年）康熙帝時代の清朝で主人公・韋小宝が機転と運で出世していく物語
- 越女剣（1970年）、唯一の中短篇集

これら武俠小説作品の題名の頭文字を組み合わせると、次のような対聯になる。
飛雪連天射白鹿　笑書神俠倚碧鴛
これは金庸が『鹿鼎記』の後書きで披露したものである。『越女剣』はその後に書かれた短編であるために含まれない。
随筆集
- 『三剣楼随筆』（金庸、梁羽生、百剣堂主の3人による随筆集、学林出版社、1997年）

伝記
- 『袁崇煥評伝』（袁崇煥の伝記）伝記作品でありながら、『碧血剣』の関係作品でもある。

対談集
- 『旭日の世紀を求めて―探求一個燦爛的世紀』（池田大作との対談、潮出版社、1998年)

## 日本語訳について
徳間書店は1990年代中期に市場調査を行い、その結果金庸が世界で最も売り上げのある作家の一人であることを知った。元々徳間書店は、創業者で社長だった徳間康快が中国との交流が深く、中国関係の書籍も多数刊行していた。そのため、日本ではまったく無名だった金庸の全ての版権を買い取り日本語訳の出版を決定した。
1996年4月に金庸は来日し、社長だった徳間康快と契約を交わし1996年10月より『書剣恩仇録』から刊行開始した。「金庸武俠小説集」と名付けられたこのシリーズは、2004年3月までに総計・全55冊が翻訳刊行された。2001年から2011年に徳間文庫で再刊された。
金庸武俠小説集（徳間書店、のち徳間文庫）
- 第1回配本『書剣恩仇録』（全4巻、原題：書劍恩仇録、訳：岡崎由美）
- 第2回配本『碧血剣』（全3巻、原題：碧血劍、監修：岡崎由美、訳：小島早依）
- 第3回配本『俠客行』（全3巻、原題：俠客行、監修：岡崎由美、訳：土屋文子）
- 第4回配本『秘曲 笑傲江湖』（全7巻、原題：笑傲江湖、監修：岡崎由美、訳：小島瑞紀）
- 第5回配本『雪山飛狐』（全1巻、原題：雪山飛狐、監修：岡崎由美、訳：林久之）
- 第6回配本『射鵰英雄伝』（全5巻、原題：射鵰英雄傳、監修：岡崎由美、訳：金海南）
- 第7回配本『連城訣』（全2巻、原題：連城訣、監修：岡崎由美、訳：阿部敦子）
- 第8回配本『神鵰剣俠』（全5巻、原題：神鵰俠侶、訳：岡崎由美・松田京子）
- 第9回配本『倚天屠龍記』（全5巻、原題：倚天屠龍記、監修：岡崎由美、訳：林久之・阿部敦子）
- 第10回配本『越女剣』（全1巻、原題：白馬嘯西風、鴛鴦刀、越女劍、監修：岡崎由美、訳：林久之・伊藤未央）
- 第11回配本『飛狐外伝』（全3巻、原題：飛狐外傳、監修：岡崎由美、訳：阿部敦子）
- 第12回配本『天龍八部』（全8巻、原題：天龍八部、監修：岡崎由美、訳：土屋文子）
- 第13回配本『鹿鼎記』（全8巻、原題：鹿鼎記、訳：岡崎由美・小島瑞紀）

## 日本での講演活動
- 2001年11月5日　神奈川大学・浙江大学「第11回日中交流シンポジウム」基調講演（当時は浙江大学人文学院院長）。当時のインタビューは『金庸は語る 中国武俠小説の魅力』（神奈川大学評論ブックレット、述：金庸、解説：鈴木陽一）に掲載。
- 2007年9月30日　立命館大学映像学部「国際クロスメディアシンポジウム」（会場：京都太秦映画村内中村座）。直前に体調不良のため出席できず。側近で香港天地図書副総編集長の孫中川が原稿を代読。

## 作品とリンクしている史実
- 紀元前473年　越王勾践、范蠡らの助力を得て、呉王夫差を破る-----『越女剣』
- 407年　鮮卑族慕容部の後燕、滅亡--------------------（『天龍八部』）
- 460年　闞伯周が高昌国（闞氏高昌）を建国
- 554年　南朝梁の元帝、西魏軍に敗れる--------------（『連城訣』）
- 618年　唐の建国
- 633年　高昌国（麴氏高昌）皇帝麴文泰、玄奘三蔵をもてなす
- 640年　唐、高昌国を滅ぼす--------------------------（『白馬は西風にいななく』）
- 694年　唐にマニ教（摩尼教）伝来----------------------（『倚天屠龍記』）
- 845年　唐の武宗による廃仏令（会昌の廃仏）で、マニ教は禁止され秘密結社化
- 907年　唐の滅亡
- 960年　趙匡胤、北宋を建国
- 1038年　タングート族の西夏、建国
- 1055年　耶律洪基、契丹（遼）の皇帝に即位--------------『天龍八部』
- 1081年　段正明、雲南大理国の第14代国王に即位--------『天龍八部』
- 1095年　段正淳、雲南大理国の第15代国王に即位
- 1115年　女真族・完顔阿骨打、金を建国-----------------『天龍八部』
- 1125年　遼（契丹）、滅亡
- 1126年　靖康の変（北宋の滅亡、南遷）------------------『射鵰英雄伝』
- 1141年　岳飛、処刑される
- 1167年　王重陽、全真教を興す---------『射鵰英雄伝』
- 1171年　段智興、大理国の第18代国王に即位（〜1200年）---『射鵰英雄伝』
- 1206年　チンギス・ハーン、モンゴル高原を統一し、モンゴル帝国の初代ハーンとなる--------『射鵰英雄伝』
- 1208年　完顔允済、金の第7代皇帝となる。後に暗殺・廃位され（1213年）、衛紹王と呼ばれる---『射鵰英雄伝』
- 1220年　モンゴル軍がサマルカンド（康国、現・ウズベキスタン主要都市）に侵攻-------------『射鵰英雄伝』
- 1222年　丘長春（丘処機）、チンギス・ハーンの招請を受け、平和を説く使者となる------------『射鵰英雄伝』
- 1227年　西夏、滅亡
- 1233年　モンゴルにより金の首都開封陥落、翌年金の滅亡-----『射鵰英雄伝』
- 1253年　雲南大理国、元の世祖クビライに降伏---------------『神鵰剣俠』
- 1273年　襄陽（現・湖北省襄陽市襄州区）陥落---------------『倚天屠龍記』
- 1279年　南宋が滅び元が全土を支配
- 1351年　白蓮教徒による紅巾の乱------------------------『倚天屠龍記』
- 1368年　朱元璋即位（洪武帝）、明を建国-------------------『倚天屠龍記』
- 1616年　後金（清の前身）、明から独立・建国
- 1630年　明の武将・袁崇煥の処刑------------------------『碧血剣』
- 1636年　ホンタイジ、清の皇帝に即位
- 1643年　ホンタイジ急死--------------------------------『碧血剣』
- 1644年　李自成の反乱と明の滅亡-----------------------『碧血剣』『飛狐外伝』『雪山飛狐』
- 1645年　九宮山にて李自成、殺される---------------------『飛狐外伝』『雪山飛狐』
- 1661年　清の世祖順治帝死去、聖祖康熙帝即位（〜1722年）---『鹿鼎記』
- 1689年　清とロシア・ツァーリ国の間でネルチンスク条約が結ばれる---------『鹿鼎記』
- 1735年　乾隆帝、清の第6代皇帝に即位（〜1795年）---------『書剣恩仇録』『鴛鴦刀』
- 1780年　乾隆45年------------------------------------『雪山飛狐』

## 映像化作品
中華圏（中国大陸、香港、台湾、シンガポールなど）で数え切れない程のテレビドラマ、映画、ゲーム、マンガなどが製作されている。
金庸の作品は中華圏で多くの人に読まれており、ほとんどのファンが原作を熟知している。そのため、映像化作品は脚色が求められる傾向にある。しかし、その結果、原作とかけ離れたものに仕上がる場合が多く、そのため金庸自身は映像化作品のほとんどに不満を持っており、時には厳しく抗議するときもあった。
映像化作品については、各項目の節、及びCategory:金庸原作のテレビドラマ、Category:金庸原作の映画作品を参照。
- 書剣恩仇録#映像化作品
- 碧血剣#映像化作品
- 雪山飛狐#映像化作品
- 射鵰英雄伝#映像化作品
- 神鵰剣俠#映像化作品
- 飛狐外伝#映像化作品
- 倚天屠龍記#映像化作品
- 連城訣#映像化作品
- 天龍八部 (小説)#映像化作品
- 俠客行#映像化作品
- 秘曲 笑傲江湖#映像化作品
- 鹿鼎記#映像化作品
- 越女剣#映像化作品

### コミック版
- 李志清・作画『射雕英雄伝』全19巻

土屋文子・岡崎由美訳、徳間書店「トクマコミックス」、2009年　
※訳書版のみ記載

## 家族
金庸の妻は朱玫、二人の間に四人の子を育ていました。
- 長男：査伝侠：若い時から優れた青年のでその将来は期待された、19歳の時うつ病を患って、自殺した。
- 次男：査伝倜：料理職人、料理と美食の評論家。
- 三女：査伝詩
- 四女：査伝訥

金庸の母の徐禄は徐志摩の父の徐申如の従妹。